# Équipe du Niger masculine de volley-ball
L'équipe du Niger de volley-ball  est l'équipe nationale qui représente le Niger dans les compétitions internationales de volley-ball.
La sélection est quatorzième du Championnat d'Afrique masculin de volley-ball 2017.